# Capitanes intrépidos
Capitanes intrépidos (Captains Courageous) es una película estadounidense de 1937 basada en la novela de Rudyard Kipling Capitanes intrépidos (Captains Courageous, 1897). La película fue dirigida por Victor Fleming, y contó con Spencer Tracy y Freddie Bartholomew como actores principales. Fue galardonada con el Oscar 1938 al mejor actor principal (Spencer Tracy), y fue candidata a los premios al mejor montaje, a la mejor película y al mejor guion. Obtuvo también el Premio Photoplay- Medalla de Honor 1937 (Louis D. Lighton: productor).
La ambientación se actualiza situándola a mediados de los años 1920, y los fondos y exteriores se filmaron en Port aux Basques, Terranova, Shelburne, Nueva Escocia y Gloucester, Massachusetts.

## Sinopsis
Harvey Cheyne es un niño rico de diez años que siempre se aprovecha de su condición. Un día tiene que viajar a Londres junto a su padre. En el trasatlántico en el que viajan, Harvey cae accidentalmente al mar en aguas de Terranova y es recogido por un pescador, que lo lleva a la goleta de pesca We're Here, capitaneada por el viejo lobo de mar Disko Troop que no se cree su historia de riqueza y se niega a llevarlo de regreso a Nueva York. Se ve entonces obligado a pasar los tres siguientes meses a bordo de la We're Here, hasta que el pesquero regrese a puerto. Vivirá aventuras y aprenderá a luchar por la superación, aprenderá a esforzarse y a ser valiente frente a las amargas experiencias que le esperan.

## Reparto

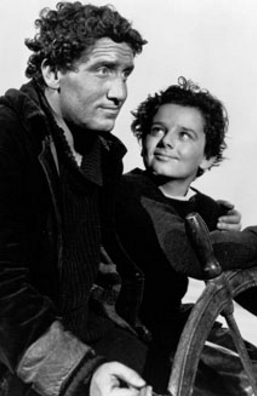
Spencer Tracy y Freddie Bartholomew en parte de una foto publicitaria de la película.

- Freddie Bartholomew - Harvey Cheyne
- Spencer Tracy - Manuel Fidello
- Lionel Barrymore - Capitán Disko Troop
- Melvyn Douglas - Frank Burton Cheyne
- Charley Grapewin (1869 – 1956) - Tío Salters
- Mickey Rooney - Dan Troop
- John Carradine - Long Jack
- Oscar O'Shea (1881 – 1960) - Capitán Walt Cushman
- Jack La Rue - Sacerdote
- Walter Kingsford (1882 – 1958) - Dr. Finley
- Donald Briggs (1911 – 1986) - Bob Tyler
- Sam McDaniel (1886 – 1962) - "Doc"
- Bill Burrud (1925 — 1990) - Charles Jamison

## Premios y candidaturas
National Board of Review
| Año  | Reconocimiento                | Resultado |
| ---- | ----------------------------- | --------- |
| 1937 | Diez películas más destacadas | Incluida  |